# Burnsville, Mississippi
Burnsville är en kommun (town) i Tishomingo County i den amerikanska delstaten Mississippi med en yta av 12,3 km² och en folkmängd, som uppgår till 936 invånare (2010).